# Do The Complete "Great Supporters Selection"
『Do The Complete "Great Supporters Selection"』（ドゥ・ザ・コンプリート・グレート・サポーターズ・セレクション）は、日本のロックバンド・Do As Infinityが2021年11月24日にavex traxから発売した7枚目の配信限定アルバムである。

## 内容
前作『Do The Complete』から8ヶ月ぶり、コンピレーションアルバム及び配信限定アルバムとしては前作『Powers Selection』から1年5ヶ月ぶりの作品。
オフィシャルサイトにて今作発売までに発表された既発作品を対象にファン投票を行い、選出された上位30曲を順に収録したセレクション・アルバムとなっている。

## 収録曲
1. あいのうた
4thアルバムの収録曲。
2. 科学の夜
5thアルバムの収録曲。
3. 遠雷
3rdアルバムの収録曲。
4. new world
6thシングルのカップリング2曲目。
5. ナイター
7thアルバムの収録曲。
6. タダイマ
3rdアルバムの収録曲。
7. 夜鷹の夢
6thアルバムの収録曲。
8. SUMMER DAYS
5thシングルのカップリング2曲目。
9. 135
2ndアルバムの収録曲。
10. Field of dreams
5thアルバムの収録曲。
11. 恋妃
3rdアルバムの収録曲。
12. 轍-WADACHI-
4thアルバムの収録曲。
13. 菜ノ花畑
6thアルバムの収録曲。
14. Wings 510
2ndアルバムの収録曲。
15. Grateful Journey
4thアルバムの収録曲。
16. Hand in Hand
8thアルバムの収録曲。
17. Painful
1stアルバムの収録曲。
18. Thanksgiving Day
5thアルバムの収録曲。
19. 風花便り
3rdベストアルバムの収録曲。
20. TIME MACHINE
9thアルバムの収録曲。
21. 心の地図
1stアルバムの収録曲。
22. 焔
7thアルバムの収録曲。
23. コペルニクス
10thアルバムの収録曲。
24. ROCK DAYZ
10thアルバムの収録曲。
25. Engine
13thアルバムの収録曲。
26. ヨアケハチカイ
10thアルバムの収録曲。
27. Holiday
7thシングルのカップリング1曲目。
28. D/N/A
5thアルバムの収録曲。
29. EDGE
11thアルバムの収録曲。
30. 恋歌
9thアルバムの収録曲。